# Cosso
Cosso (ou Cosus, Cosou, Cossuo, Cossuvo, Cossue, Cosei) é um deus guerreiro presente na zona norte do território da antiga Galécia, que desfrutou de uma grande popularidade entre os galaicos lucenses. Foi um dos deuses mais venerados na antiga Galécia. Vários autores assinalam que Cosso e Bandua sejam o mesmo deus, não obstante estariam sob diferentes denominações. Era associado ao urso.
Blanca María Prósper relaciona o étimo Cosso com a raiz *Kom-dH-to, que quer dizer "união de rios", onde se produziu uma evolução mdt > ns > ss / s. Segundo isso, Cosso concordaria perfeitamente com o britónico Condatis, conhecido por várias inscrições aparecidas no Reino Unido e uma achada em Sarthe (França).
Condatis assimila-se também com a divindade correspondente romana (cif: CONDATI MARTI. Barnard Castle-Yorkshire) e, como no caso de Cosso, seu nome significa "Deus da união". Tal associação, mais o fato de que se tratem de deuses guerreiros assimilados a Marte, conecta as culturas galaica e ástur com o mundo gaulês e britônico.
Esta deidade indígena foi estudada pelo historiador português Armando Coelho Ferreira da Silva por meio das inscrições com o radical COM Os-. Segundo o investigador português, as inscrições demonstram a grande presença deste deus na zona, já que existem sete testemunhos fiáveis, ademais de dois duvidosos. Um exemplo confirmado é a inscrição de Brandomil (A Corunha) consagrada a "COSO M(ARTI)", uma clara assimilação de divindades. Tal asimiliación faz pensar a #Ferreiro da Silva que Cosso seria um deus supremo da guerra e não uma deidade que tivesse de partilhar a sua atribuição com outras personagens.
Cosso seria um equivalente galaico lucense do deus Bandua ou do Marte romano. Tratar-se-ia duma deidade que acoplaria com o modo de vida das tribos galaicas que, segundo Estrabão (3-3.7), estavam continuamente em pé de guerra antes da chegada dos romanos. Quando Estrabão fala dos habitantes montanheses do norte diz que "sacrificam a Ares cabritos, bois e cavalos". O geógrafo opina que um deus com as funções do Ares grego, deus da guerra, era o deus principal do panteão dos povos do norte.
Tradicionalmente, houve a convicção de que este deus supremo dos galaicos seria o que aparece mencionado nas inscrições com o radical COM Os- ou CUS-.